# Гней Корнелий Сципион Кальв
Гней Корне́лий Сципио́н Кальв (лат. Gnaeus Cornelius Scipiō Calvus; умер в 211 (по некоторым данным, в 212) году до н. э.) — римский военачальник и политический деятель из патрицианского рода Корнелиев, консул 222 года до н. э. В качестве консула одержал совместно с Марком Клавдием Марцеллом победу над галльским племенем инсубров и взял Медиолан, но триумфа за это удостоен не был. В 220 году до н. э. основал одну из первых римских колоний в Цизальпийской Галлии.
Во время Второй Пунической войны Гней Корнелий стал первым римским полководцем, действовавшим в Испании, — сначала в качестве единственного полководца (218—217 годы до н. э.), потом совместно с братом Публием (217—212/211 годы до н. э.). Вёл войну в течение шести лет и одержал ряд побед над карфагенскими полководцами Ганноном и Гасдрубалом Баркидом. Во время этих кампаний впервые в истории Рима осуществлялся набор наёмников в армию. Помешав Гасдрубалу прорваться в Италию на соединение с Ганнибалом, Гней Корнелий дал возможность Римской республике оправиться от ряда сокрушительных поражений, но при этом так и не сумел поставить под контроль Рима всю Испанию. В 212/211 году до н. э. он потерпел поражение при Верхнем Бетисе и погиб в бою.
Потомками Гнея Корнелия стали Сципионы Назики.

## Биография

### Происхождение

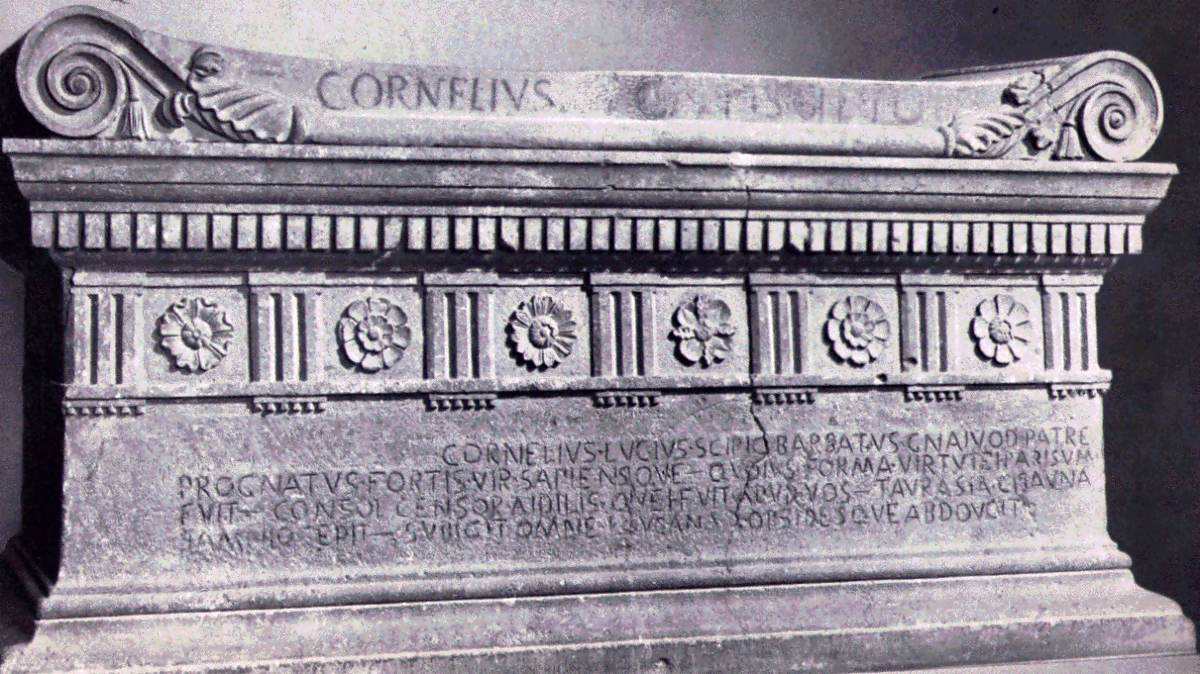
Гробница Луция Корнелия Сципиона Барбата

Сципион Кальв принадлежал к одному из самых знатных и разветвлённых патрицианских родов Рима, имевшему этрусское происхождение, — Корнелиям. Когномен Сципион (Scipio) античные писатели считали происшедшим от слова посох. «Корнелий, — пишет Макробий, — который [своего] тёзку — отца, лишённого зрения, направлял вместо посоха, был прозван Сципионом и передал это имя потомкам». Самого раннего носителя этого когномена звали Публий Корнелий Сципион Малугинский. Отсюда делается предположение, что Корнелии Сципионы были ветвью Корнелиев Малугинских.
Представители этой ветви рода получали консульство в каждом поколении. Дед Гнея Корнелия Луций Корнелий Сципион Барбат, консул 298 года до н. э., сражался при Сентине, а отец, тоже Луций, консул 259 года до н. э., во время Первой Пунической войны изгнал карфагенян с Корсики. Младшим братом Гнея был Публий, отец Сципиона Африканского.

### Консульство
Сципион Кальв (Calvus — «лысый») впервые упоминается в источниках в связи со своим консулатом 222 года до н. э.: после отстранения от должности консулов предыдущего года, Гая Фламиния и Публия Фурия Фила, интеррексы организовали выборы, на которых победил плебей Марк Клавдий Марцелл, а последний уже избрал своим коллегой Гнея Корнелия.
В это время шла война с галльским племенем инсубров. Фламиний и Фурий нанесли им большое поражение, и галлы просили теперь мира, но оба новых консула относились к партии войны. Сципион Кальв и Марцелл убедили народное собрание продолжить военные действия и сами выступили с армиями на север. Инсубры в ответ заключили союз с племенем гезатов.
Театром военных действий стала долина Пада. Сципион двинулся на инсубров, взял город Ацерры и начал борьбу за Медиолан, в то время как его коллега разбил гезатов в большом сражении у Кластидия. Рассказ двух основных источников о дальнейших событиях очень тенденциозен. Плутарх уделяет основное внимание победе Марцелла и сообщает, что Гней Корнелий воевал не слишком удачно: галлы даже осадили его в собственном лагере, и перелом произошёл только благодаря прибытию Марцелла. Совместно консулы смогли взять Медиолан и принудить инсубров к капитуляции. Полибий же, испытывавший большую симпатию ко всем Сципионам, только упоминает победу Марцелла и пишет, что Гней Корнелий сам победил галлов и взял Медиолан. При этом он не сообщает о триумфе, которого по итогам войны был удостоен только Марк Клавдий.
Закрепляя эту победу, в 220 году до н. э. Гней Корнелий совместно со своим двоюродным братом Публием Корнелием Сципионом Азиной основал одну из первых римских колоний в долине Пада — либо Кремону, либо Плаценцию.

### Испания: Единоличное командование

Владения Рима и Карфагена к началу Второй Пунической войны

В 218 году до н. э. младший брат Сципиона Кальва, Публий Корнелий Сципион, стал консулом. В это время начиналась Вторая Пуническая война, и сенат направил Публия Корнелия в Испанию на борьбу с Ганнибалом. Гней Корнелий стал легатом в армии брата; с ним в поход отправился и его юный племянник Публий Корнелий-младший (в будущем — Африканский). На 68 кораблях это войско переправилось в Массилию и затем встало лагерем в устье Родана. Только там римское командование узнало, что Ганнибал в своём походе в Италию тоже приближается к этой реке. Когда карфагеняне, уклонившись от боя, двинулись к Альпам, Публий Корнелий уплыл обратно в Италию, а брата с большей частью войска направил в Испанию, поручив ему защиту старых римских союзников на полуострове — греческих колоний — и войну с Гасдрубалом Баркидом, которого Ганнибал оставил командующим карфагенскими войсками в этом регионе.
В оставшиеся месяцы этого года Сципион Кальв действовал под ауспициями брата. Проплыв вдоль побережья Галлии, он высадился в Эмпориях и, действуя мирно, вскоре заключил союз с большинством племён испанского побережья между Пиренеями и устьем реки Ибер. Карфагенский наместник этой части Испании Ганнон поспешил дать сражение, но был разбит при Циссисе и попал в плен вместе с царём илергетов Индебилом. Вскоре Гасдрубал Баркид совершил два рейда за Ибер, нанёс ощутимые потери римским морякам и корабельным солдатам, которые разбрелись по стране, и спровоцировал восстание илергетов. Но Сципион Кальв смог подавить восстание, после чего зазимовал в Эмпориях, перерезав сухопутные коммуникации между Карфагенской Испанией и армией Ганнибала. Война в регионе приобрела затяжной характер.
По истечении консульских полномочий брата Гней Корнелий, вероятно, действовал в Испании как проконсул; правда, в историографии существуют гипотезы, что его империй был ниже по статусу, — возможно, это были полномочия пропретора. В 217 году до н. э. Гасдрубал предпринял масштабное наступление на римлян на суше и на море. Сципион в устье Ибера разгромил карфагенский флот, захватив двадцать пять кораблей из сорока. Это резко изменило баланс сил: римские корабли достигли Нового Карфагена и разграбили его окрестности, а Гней Корнелий с армией дошёл до Кастулонских гор, оттеснив Гасдрубала в Лузитанию. В этот момент против Рима восстали илергеты, поддержанные карфагенянами, но Сципион со своей стороны инспирировал вторжение кельтиберов во владения Карфагена.

### Испания: Командование вместе с братом
В том же году (217 до н. э.) в Испанию прибыл Публий Корнелий Сципион с 8-тысячным корпусом, и с этого момента братья командовали совместно. Оба они обладали полномочиями проконсулов, но при этом Гней Корнелий мог обладать преимуществом как более старший консуляр. Братья предприняли рейд на Сагунт и захватили содержавшихся здесь испанских заложников, которых отпустили домой. В результате очень многие иберийские племена перешли на сторону Рима, что сказалось на ходе боевых действий уже в следующем году.
После очередной зимовки Гасдрубал, выполняя полученный из Карфагена приказ, двинулся на север, чтобы повторить путь Ганнибала и присоединиться к нему в Италии. Известие об этом походе встревожило Сципионов, уверенных, по словам Тита Ливия, что «Ганнибал один замучил Италию, а если к нему присоединится Гасдрубал с испанским войском, то римскому государству придёт конец». Римляне преградили путь карфагенской армии. В сражении, в котором ни у одной из сторон, видимо, не было заметного перевеса в численности, решающую роль сыграло нежелание иберийской пехоты Гасдрубала уходить из Испании. В самом начале битвы иберы начали отступать, а вскоре просто обратились в бегство. Евтропий сообщает о 25 тысячах убитых со стороны Карфагена, но, судя по описанию битвы, потери должны были быть не слишком большими.
Одержав эту победу, Сципионы дали Риму дополнительные шансы оправиться от масштабного поражения при Каннах. Ситуация в Испании же осталась неустойчивой. Проконсулы, вынужденные сражаться уже с тремя карфагенскими армиями (Гасдрубала, Гимилькона и Магона Баркида) столкнулись с серьёзными проблемами снабжения; тем не менее в 215 году они разбили противника, осаждавшего Илитургис, а позже одержали победу над Гасдрубалом при Интибилисе. Ливий пишет в связи с этим о 13 тысяч убитых карфагенян. Эти потери представляются историкам завышенными, но других данных нет.
В 214 году до н. э. Сципион Кальв пришёл на помощь брату, окруженному карфагенянами на холме в районе Акра Левке. Затем, пользуясь отсутствием у противника единого командования, он прорвался в осаждённый Илитургис, на следующий день одержал победу в большом сражении (за два дня боёв карфагеняне потеряли 12 тысяч человек убитыми), оттеснил врага от города Бигерра. В битве при Мунде он снова одерживал верх, но был ранен, и поэтому римляне отступили. Позже были одержаны ещё две победы при Авринге, причём в первом из этих сражений Сципион командовал, лёжа на носилках. Символическим завершением этой победоносной кампании стало взятие Сагунта, из-за которого началась война.
В дальнейшем Сципионы заключили союз с одним из нумидийских царей Сифаксом и отправили к нему центуриона Квинта Статория для тренировки пехоты по римскому образцу (213 год до н. э.). Для усиления своей армии они начали впервые в римской истории привлекать наёмников: только за зиму 213—212 годов было нанято порядка 20 тысяч кельтиберов. С этими силами проконсулы решили нанести врагу решительный удар во время очередной кампании (по одним данным Ливия, её следует датировать 212 годом до н. э., по другим — 211, и исследователи считают второй вариант более правдоподобным). Римляне были уверены в своей победе. Публий Корнелий с двумя третями римского войска двинулся против Магона и Гасдрубала, сына Гисгона, а Гней Корнелий с оставшейся третью римлян и всеми кельтиберами — против Гасдрубала Баркида.
Таким образом, кельтиберы составляли большую часть армии Сципиона Кальва. Его противник пустил в ход подкуп, и все римские наёмники оставили лагерь, объяснив это междоусобной войной у себя на родине. Гнею Корнелию пришлось отступать перед надвигавшимся на него Гасдрубалом Баркидом. Тем временем другие карфагенские военачальники разгромили армию Публия Корнелия (он сам погиб в бою) и присоединились к своему коллеге. Сципион Кальв понял, что произошло, и, осознавая безнадёжность своего положения, возобновил отступление ночью. Уже на следующий день враги его настигли; римляне заняли круговую оборону на невысоком холме, за обозными повозками, и какое-то время отбивали атаки. В конце концов карфагеняне взяли штурмом импровизированные укрепления. Гней Корнелий погиб, по одним данным, в схватке на холме, по другим — в находившейся неподалёку башне, куда он смог прорваться с несколькими солдатами. Большая часть его армии всё-таки смогла уйти за Ибер и там закрепиться.

## Семья
У Гнея Корнелия было двое сыновей — Публий Корнелий Сципион Назика и Гней Корнелий Сципион Гиспалл, консулы 191 и 176 года до н. э. соответственно. Кроме того, у Сципиона Кальва была дочь: по данным Валерия Максима, в 214 году до н. э. проконсул обратился к сенату за разрешением вернуться из Испании в Рим, чтобы обеспечить ей приданое, но сенат постановил выплатить Корнелии приданое из казны. Это была скромная сумма в 40 тысяч ассов.

## Итоги деятельности
Воюя в Испании шесть лет, Гней Корнелий так и не смог одержать полную победу над противником. Во многом именно это предопределило затяжной характер всей Второй Пунической войны. Позже Публий Корнелий Сципион-младший, опираясь на опыт своих отца и дяди, разработал новую тактику — коротких и эффективных рейдов на юг с левобережья Ибера, во время которых воины местных племён играли не слишком важную роль. Эта тактика и обеспечила Риму победу.

### Исследования
1. Бобровникова Т. Сципион Африканский. — М.: Молодая гвардия, 2009. — 384 с. — (Жизнь замечательных людей). — ISBN 978-5-235-03238-5.
2. Васильев А. Магистратская власть в Риме в республиканскую эпоху: традиции и инновации. — СПб., 2014. — 215 с. Архивировано 3 июня 2016 года.
3. Кораблёв И. Ганнибал. — М.: Наука, 1981. — 360 с. — (Жизнь замечательных людей).
4. Лансель С. Ганнибал. — М.: Молодая гвардия, 2002. — 368 с. — (Жизнь замечательных людей). — ISBN 5-235-02483-4.
5. Ревяко К. Пунические войны. — Минск: «Университетское издательство», 1988. — 272 с. — ISBN 5-7855-0087-6.
6. Родионов Е. Пунические войны. — СПб.: СПбГУ, 2005. — 626 с. — ISBN 5-288-03650-0.
7. Трухина Н. Политика и политики «золотого века» Римской республики. — М.: Издательство МГУ, 1986. — 184 с.
8. Broughton T. Magistrates of the Roman Republic. — New York: American Philological Association, 1951. — Vol. I. — 600 p. — (Philological Monographs, No. 15).
9. Haywood R. Studies on Scipio Africanus. — Baltimore: The Johns Hopkins Press, 1933.
10. Henze W. Cornelius 345 // RE. — 1900. — Т. VII. — С. 1491—1492.
11. Münzer F. Claudius 220 // RE. — 1899. — Т. IV, 1. — P. 2738—2755.
12. Münzer F. Cornelii Scipiones // RE. — 1900. — Bd. VII. — Kol. 1426—1427.
13. Sumner G. Proconsuls and «Provinciae» in Spain, 218/7 — 196/5 B.C // Arethusa. — 1970. — Т. 3.1. — С. 85—102.